# Circuit du Westhoek-Mémorial Stive Vermaut féminin 2018
Le Circuit du Westhoek-Mémorial Stive Vermaut 2018 est la 54e édition de cette course cycliste sur route, et la première disputée par des femmes. Il a eu lieu le 4 mars 2018 dans la province de Flandre-Occidentale, en Belgique, et fait partie du calendrier international féminin UCI 2018 en catégorie 1.2.

## Présentation
Le Circuit du Westhoek-Mémorial Stive Vermaut est organisé par le KVC Ichtegem Sportief. Disputé par des coureurs hommes élites sans contrat et espoirs jusqu'en 2017, il devient une course féminine en 2018 à l'occasion de sa 54e édition.

### Parcours
La course se déroule proche de la côte de la mer du nord et est pratiquement parfaitement plate.

### Équipes
| Équipes féminines professionnelles (7)- Bizkaia-Durango - Doltcini-Van Eyck Sport - Experza-Footlogix - Health Mate-Cyclelive Team - Lotto Soudal Ladies - Parkhotel Valkenburg-Destil - Sunweb Équipe féminines amateur (14)- Autoglas Wetteren - d.velop cloud–cycle cafe ladies - Loving potatoes-de Jonge Renner - Equano-Wase Zon - Isorex - Jan van Arckel - Jos Feron Lady Force - Keukens Redant - Maaslandster Veris CCN - Restore - Swaboladies.nl - Team Drenthe - Wielerclub de sprinters Malderen - Wsc Hoop op Zegen-Beveren |
| |

## Récit de la course
Floortje Mackaij part dans le Catteberg à quatre kilomètres de l'arrivée. Elle s'impose seule. Derrière, Lorena Wiebes règle le peloton devant Marjolein Van't Geloof.

## Classements

### Classement final
| \| Classement général \| Classement général \| Classement général \| Classement général \| Classement général \| \| Coureuse \| Coureuse \| Pays \| Équipe \| Temps \| \| ------------------ \| ----------------------- \| ------------------ \| ------------------------------------- \| ------------------ \| \| 1re \| Floortje Mackaij \| Pays-Bas \| Loving potatoes-de Jonge Renner \| 2 h 46 min 14 s \| \| 2e \| Lorena Wiebes \| Pays-Bas \| Parkhotel Valkenburg \| + 10 s \| \| 3e \| Marjolein van 't Geloof \| Pays-Bas \| Lotto Soudal Ladies \| + 10 s \| \| 4e \| Wiebke Rodieck \| Allemagne \| d.velop cloud–cycle cafe ladies \| + 10 s \| \| 5e \| Sara Mustonen \| Suède \| Experza-Footlogix \| + 10 s \| \| 6e \| Daniela Gaß \| Allemagne \| Servetto-Stradalli Cycle-Alurecycling \| + 10 s \| \| 7e \| Nathalie Bex \| Belgique \| Experza-Footlogix \| + 10 s \| \| 8e \| Annelies Dom \| Belgique \| Lotto Soudal Ladies \| + 10 s \| \| 9e \| Kaat Hannes \| Belgique \| Jos Feron Lady Force \| + 10 s \| \| 10e \| Mareille Meijering \| Pays-Bas \| \| + 10 s \| |                         |           |                                       |                 |
| |                         |           |                                       |                 |
| Source : Cycling Quotient |                         |           |                                       |                 |
| Classement général |                         |           |                                       |                 |
| Coureuse | Coureuse                | Pays      | Équipe                                | Temps           |
| 1re | Floortje Mackaij        | Pays-Bas  | Loving potatoes-de Jonge Renner       | 2 h 46 min 14 s |
| 2e | Lorena Wiebes           | Pays-Bas  | Parkhotel Valkenburg                  | + 10 s          |
| 3e | Marjolein van 't Geloof | Pays-Bas  | Lotto Soudal Ladies                   | + 10 s          |
| 4e | Wiebke Rodieck          | Allemagne | d.velop cloud–cycle cafe ladies       | + 10 s          |
| 5e | Sara Mustonen           | Suède     | Experza-Footlogix                     | + 10 s          |
| 6e | Daniela Gaß             | Allemagne | Servetto-Stradalli Cycle-Alurecycling | + 10 s          |
| 7e | Nathalie Bex            | Belgique  | Experza-Footlogix                     | + 10 s          |
| 8e | Annelies Dom            | Belgique  | Lotto Soudal Ladies                   | + 10 s          |
| 9e | Kaat Hannes             | Belgique  | Jos Feron Lady Force                  | + 10 s          |
| 10e | Mareille Meijering      | Pays-Bas  |                                       | + 10 s          |

### Points UCI
| Position           | 1er | 2e | 3e | 4e | 5e | 6e | 7e | 8e à 10e |
| Classement général | 40  | 30 | 25 | 20 | 15 | 10 | 5  | 3        |

## Organisation

### Primes
L'épreuve attribue les primes suivantes:
| Position | 1er   | 2e    | 3e    | 4e    | 5e    | 6e    | 7e   | 8e   | 9e   | 10e  |
| Prix     | 330 € | 220 € | 165 € | 135 € | 110 € | 100 € | 90 € | 80 € | 65 € | 40 € |

Les places allant de onze à vingtième donnent 40 €.